# Phân loại rừng ở Việt Nam
Phân loại rừng là một công tác rất quan trọng trong quản lý tài nguyên rừng của mỗi quốc gia. Tại Việt Nam, công tác phân loại rừng gắn liền với lịch sử phát triển sử dụng rừng từ xa xưa.

## Lịch sử
- Trong các bản văn bản cổ để lại thì thời phong kiến, các vua chúa của Việt Nam cũng đã phân loại rừng thành các mức khác nhau để có thể có điều kiện kiểm soát nguồn lâm thổ sản. (Luật Hồng Đức thời Lê)
- Thời Pháp thuộc, thực dân Pháp cũng đã phân thành các loại rừng khai thác và rừng cấm để quản lý và khai thác. Chúng giao cho lý trưởng quản lý rừng ở mỗi địa phương, lý trưởng chịu trách nhiệm về lâm phận mình quản lý trước toàn quyền Đông dương.
- Cũng thời Pháp thuộc, bản phân loại thảm thực vật rừng ở Việt Nam lần đầu tiên được biết đến bởi nhà bác học Chevalier.
- Công tác phân loại rừng của Việt Nam sau này được tiến hành chủ yếu do các nhà lâm học: Trần Ngũ Phương, Thái Văn Trừng,...

Hiện nay tại Việt Nam phân loại rừng được tiến hành dựa vào nhiều tiêu chí, mỗi loại tiêu chí có một bảng phân loại phù hợp riêng.

## Phân loại rừng trên quan điểm sinh thái học
Phân loại dựa vào các yếu tố sinh thái của môi trường và tính chất của quần xã sinh vật. Tại Việt Nam dựa vào các quan điểm về sinh thái học, người ta đã phân thành 12 kiểu phụ rừng. Xem thêm Phân loại thảm thực vật rừng ở Việt Nam

## Phân loại theo chức năng sử dụng
Tại Việt Nam, để thuận tiện cho công tác quản lý và quy hoạch cho công tác lâm nghiệp, chính phủ đã sử dụng hệ thống phân loại rừng và đất sản xuất trong lâm nghiệp theo các chức năng:
- Rừng đặc dụng: Là loại rừng được thành lập với mục đích chủ yếu để bảo tồn thiên nhiên, mẫu chuẩn hệ sinh thái rừng của quốc gia, nguồn gen sinh vật rừng, nghiên cứu khoa học, bảo vệ di tích lịch sử, danh lam thắng cảnh phục vụ nghỉ ngơi du lịch kết hợp với phòng hộ bảo vệ môi trường sinh thái. Xem thêm Rừng đặc dụng
- Rừng phòng hộ: Là rừng được sử dụng chủ yếu để bảo vệ nguồn nước, bảo vệ đất, chống xói mòn, chống sa mạc hóa, hạn chế thiên tai, điều hòa khí hậu, bảo vệ môi trường. Xem thêm Rừng phòng hộ
- Rừng sản xuất: Là rừng được dùng chủ yếu trong sản xuất gỗ, lâm sản, đặc sản. Xem thêm Rừng sản xuất
- Trên thực tế, các cộng đồng địa phương đặc biệt đối với đồng bào dân tộc thiểu qua nhiều thế hệ vẫn đang duy trì các khu đất rừng tâm linh[1] hay còn gọi là rừng tín ngưỡng hay rừng thiêng.

## Phân loại rừng theo trữ lượng
(theo Điều 8, Thông tư số 34/2009/TT-BNNPTNT của Bộ Nông nghiệp và Phát triển nông thôn: Quy định tiêu chí xác định và phân loại rừng)

### Đối với rừng gỗ
- Rừng rất giàu: trữ lượng cây đứng trên 300 m³/ha;
- Rừng giàu: trữ lượng cây đứng từ 201– 300 m³/ha;
- Rừng trung bình: trữ lượng cây đứng từ 101 – 200 m³/ha;
- Rừng nghèo kiệt: trữ lượng cây đứng từ 10 đến 100 m³/ha;
- Rừng chưa có trữ lượng: rừng gỗ đường kính bình quân <8 cm, trữ lượng cây đứng dưới 10 m³/ha.

## Phân loại rừng dựa vào tác động của con người
- Rừng nguyên sinh
- Rừng nhân tạo

## Phân loại dựa vào nguồn gốc
- Rừng chồi
- Rừng hạt

## Phân loại rừng theo tuổi
- Rừng non
- Rừng sào
- Rừng trung niên
- Rừng già